# Singapura Marina Reservoir
O Reservatório da Marina (Chinês: 滨海堤坝) é uma barragem em Singapura, no Canal da Marina, entre as terras da East e South Marina. O projecto de 226 milhões de dólares singapuranos foi inaugurado em 30 de outubro de 2008, transformando a já famosa Marina Bay e a Bacia de Kallang num novo único reservatório de água doce. Tem como objetivo o fornecimento de água, o controle de cheias e uma nova oportunidade de lazer.

## Arquitectura
A Barragem consiste num conjunto de 9 comportas que bloqueiam as marés. Cada uma tem 28 metros de altura. Grandes bombas de pequena capacidade estão instaladas na barragem, sendo utilizadas para drenar o reservatório.